# Fotoblixt

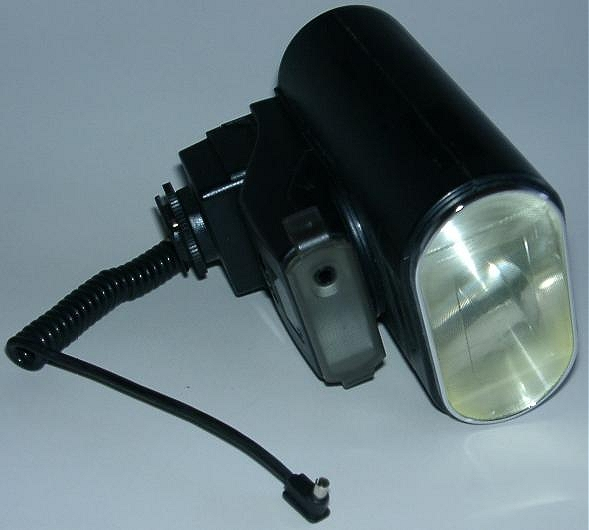
Fotoblixt (elektronblixt) med riktbar huvudblixt, upplättningsblixt och sladdanslutning av typen PC-kontakt. Under blixthuvudet syns fotocellen till blixtens automatik.

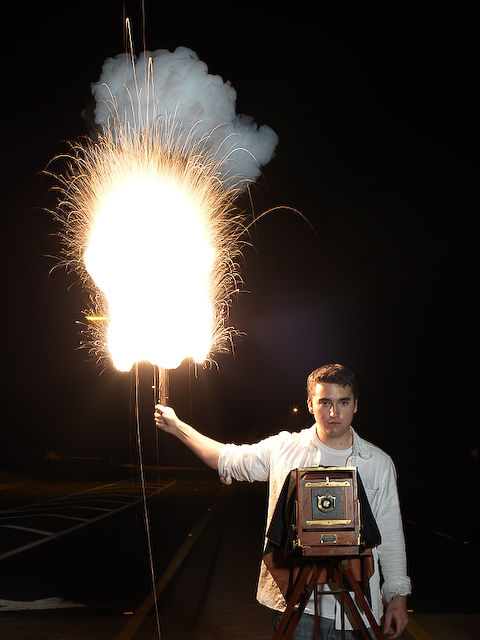
En Victor pulverblixt från 1909.

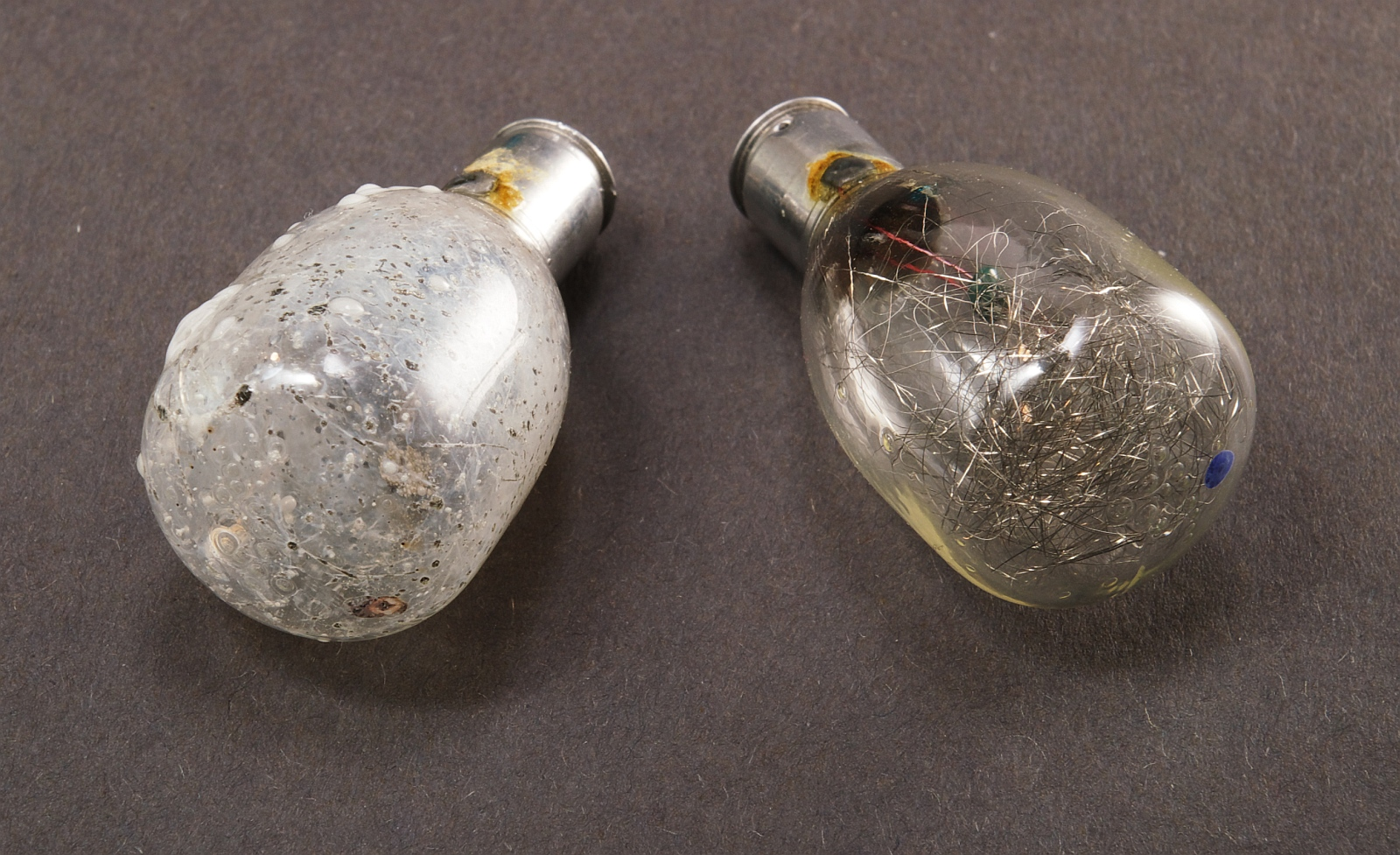
Efter och före blixten (Philips Photoflux M3).

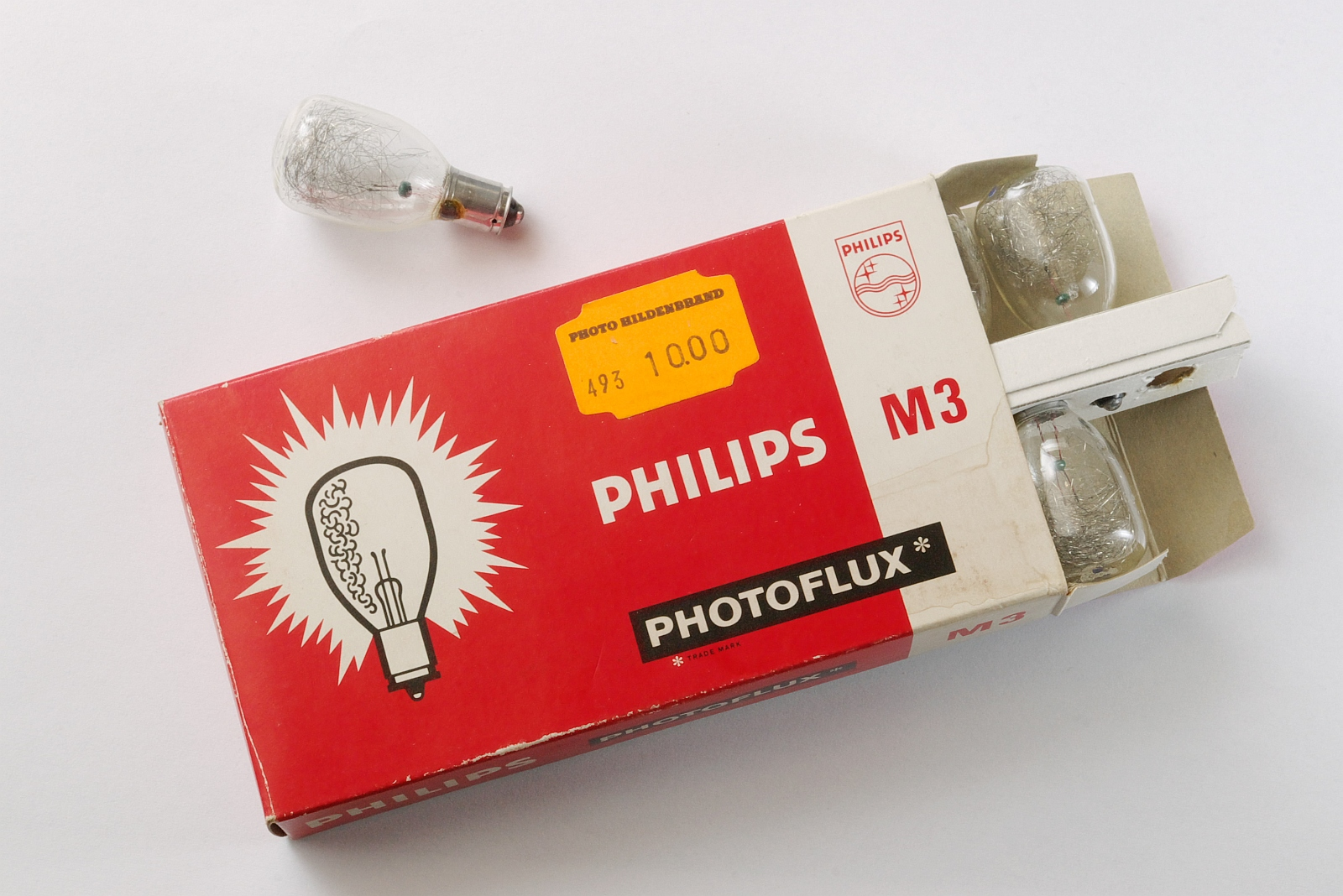
Philips Photoflux M3 med magnesiumtråd, ledtal 65 vid ISO 100.

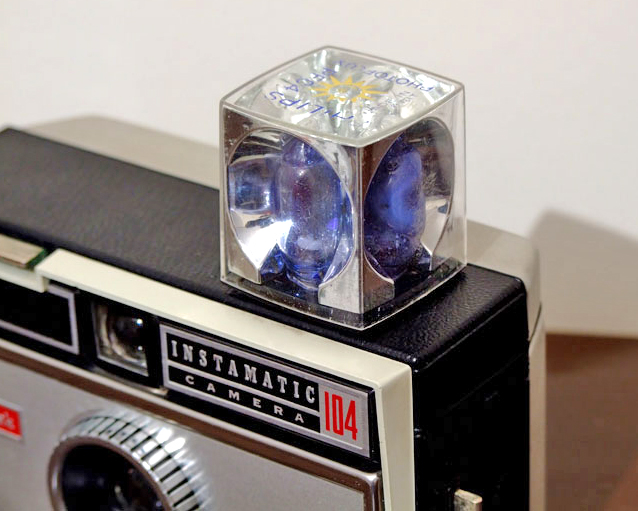
Blixtkub Monterad på en Kodak Instamatic.

Fotoblixt eller blixtlampa är en ljuskälla särskilt avsedd för fotografering. De ger extra ljus vid mörka förhållanden, fryser snabba rörelser och lättar upp kontrastrika bilder. Fotoblixtar finns i ett antal utföranden. Vissa mycket enkla, andra inbjuder till kreativ fotografering och blixtteknik.

## Utveckling

### Pulverblixt(1887)
Fotoblixtar har ända sedan fotografins tillkomst använts för att ge extra ljus åt fotografen. När lådkamera och glasplåtar var i bruk, användes ett blixtljuspulver som hälldes i en ränna.
När kortet exponerades, antände fotografen eller dennes assistent pulvret, som under en kort sekund lyste som en extra sol och ett stort vitt moln bredde ut sig. Olyckor och bränder var inte ovanliga med denna typ av utrustning. 

### Blixtlampa (1920-talet)
När den fotografiska filmen blev mycket känsligare i början på 1920-talet, minskade kraven på belysning. Det ledde till att det pyrotekniska pulver som användes i pulverblixtarna kunde byggas in i en glaslampa. Istället för glödtråd, fick den en tråd av magnesium. Blixten avfyrades genom att man skickade en elektrisk impuls till en tändanordning som antände magnesiumtråden, som brann upp inom 1/15 – 1/60 s. Lampan gick bara att använda en gång och blev mycket het.
Blixtlampornas korta brinntid medgav fotografering av sport och andra rörliga motiv under dåliga ljusförhållanden.
En blixtlampa har en färgtemperatur på 3 800 K, vilket gör den lämplig för svartvit fotografering.  För färgfotografering användes blixtlampor med ett blått filter som gav färgtemperaturen 6 000 K.
Samtidigt med blixtlamporna utvecklades olika metoder för att synkronisera blixtlampan med slutaren. Tidigare hade blixten antänts manuellt av fotografen först efter det att slutaren ställts öppen. Öppen slutare har beteckningen B på en kamera, vilket står för bulb (eng. för blixtlampa).
Till enklare småbildskameror användes så kallade blixtkuber. Den består av en genomskinlig plastkub med fyra reflektorer och 4 små blixtlampor. Blixten kunde användas till fyra foton. Den fanns i två varianter. En som utlöstes elektriskt (PFC 4 blixtkub) och en som utlöstes mekaniskt (X-kub).

### Elektronblixt (1930-talet)
Elektronblixten uppfanns på 1930-talet och består av ett rör fyllt med xenongas i vilket man gör en elektrisk urladdning på åtskilliga tusen volt.
Elektronblixten har en brinntid på ca 1/300 s och användes länge för att frysa snabba rörelser. Utrustningen var dock mycket otymplig och blev mobil först på 1960-talet.
Elektronblixten ger ljus som är lämpligt för färgfotografering (6 000 K). Den är ingen engångsartikel som blixtlampan, utan kan användas så länge batterierna räcker. När elektronblixt används, behöver slutaren inte stå öppen längre än 1/300 s. Kamerans snabbaste slutartid med elektronblixt kallas för X-synkronisering, där X står för xenon.
Elektronblixten konkurrerade snabbt ut blixtlamporna.

## Blixttyper

### Kamerablixt

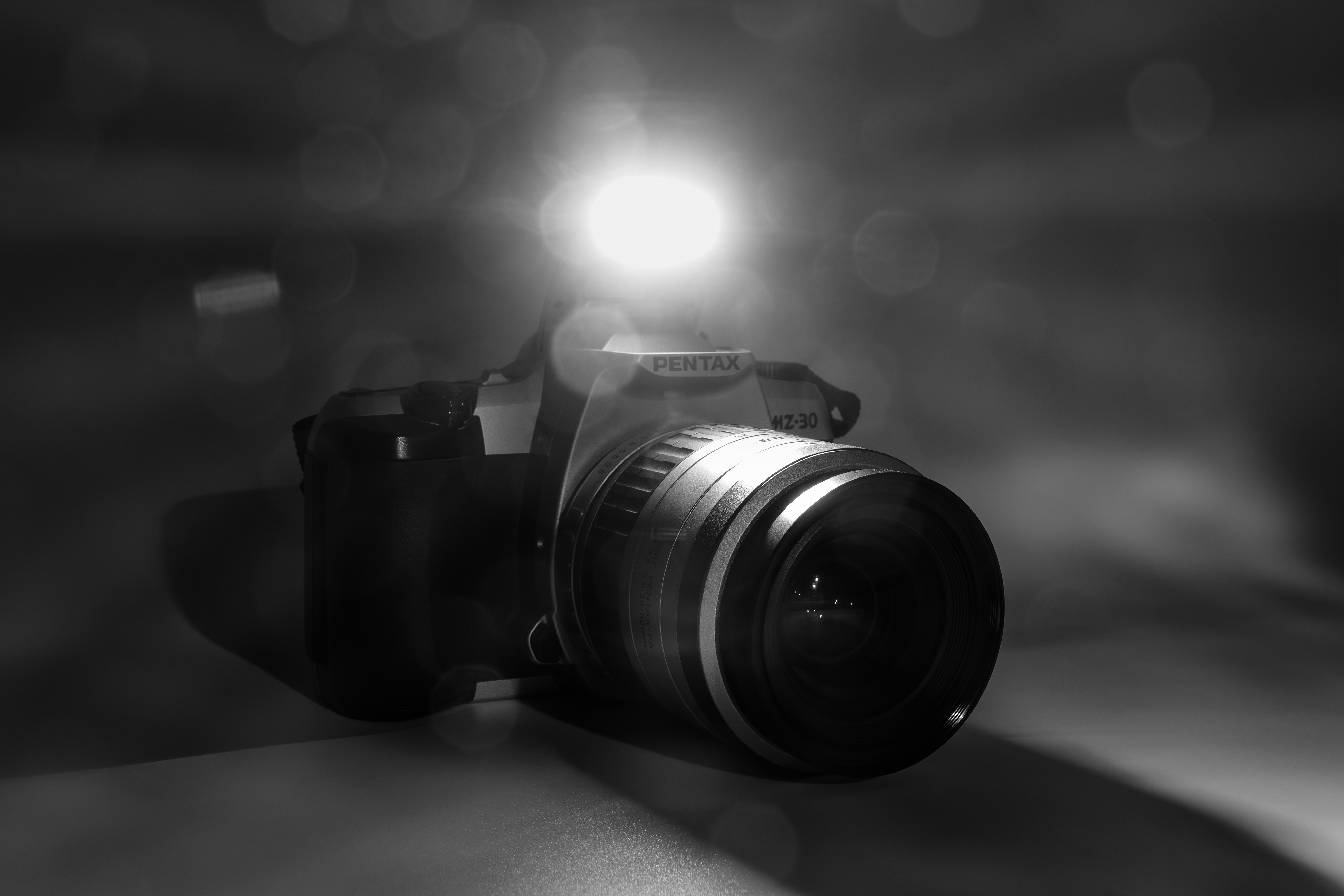
Den inbyggda blixten i en analog systemkamera, Pentax MZ-30, utlöses

Kamerablixt kallas alla typer av blixtar som antingen är inbyggda i kameran eller sätts fast på kameran. Den inbyggda varianten styrs vanligtvis av själva kameran, undantaget mycket enkla kameror och engångskameror som inte styr blixten alls.
Nackdelen med de små inbyggda blixtarna är att de inte har speciellt lång räckvidd då de har ganska lågt ledtal, och dessutom är det nästan helt omöjligt att utföra någon form av blixtteknik med dem.  
Den typ av blixtar som, på ett eller annat sätt, monteras på kameran är oftast mer flexibla. Blixten kan belysa motivet ur olika vinklar, riktas mot vägg eller tak för en mjukare indirekt belysning. Det finns specialblixtar exempelvis ringblixt för makrofoto och blixtar med zoombar reflektor för sportfoto. En annan fördel med externa blixtaggregat är att man inte tär på kamerans batteri när man laddar upp blixten.

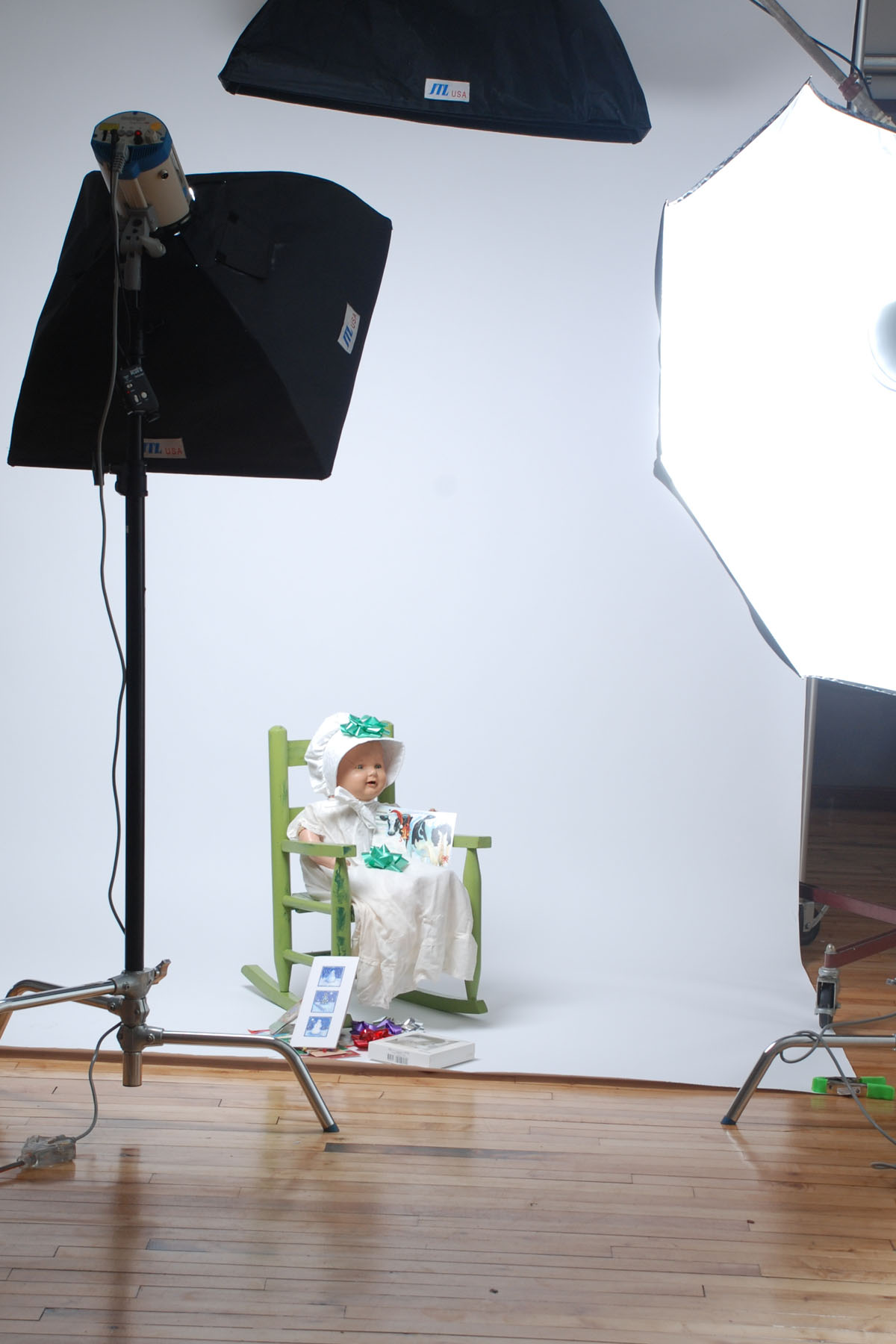
Fotostudio med tre studioblixtar. En av dem monterad i ett paraply, de två andra i var sin softbox.

### Studioblixt
En annan form av fotoblixtar är studioblixtar som oftast används, som namnet anger, i en fotostudio eller fotoateljé. En studioblixt sitter monterad på ett stativ och belyser inte motivet direkt, utan ljuset reflekteras av ett paraply eller silas genom en softbox.
Studioblixtar har inställningsljus. Det innebär att de har vanliga lampor inbyggda så att man, redan före exponeringen, kan se hur ljussättningen kommer att bli i den färdiga bilden.
Studioblixtar har ingen automatik. Fotografen får med blixtmätare och provbilder som vägledning justera belysningen.

## Styrning

### Ledtal
När blixtlampan kom, fick man en ljuskälla med jämn kvalité. Man började ange en blixts styrka med sifferbeteckning ledtal. Fotografen använde tabeller, formler och beprövad erfarenhet för att komma fram till hur kamera och blixt skulle ställas in. En kraftfull blixt har högt ledtal. Divideras ledtalet med bländaren, fås blixtens räckvidd vid ISO 100.
| Blixttyp                            | Ledtal   |
| ----------------------------------- | -------- |
| Blixtlampa Philips PF 60 (1/50 s)   | 160      |
| Blixtlampa Philips PF 60 (1/250 s)  | 55       |
| Blixtlampa Philips PF 3 N (1/50 s)  | 40       |
| Blixtlampa Philips PF 3 N (1/250 s) | 15       |
| Extern blixt till systemkamera      | 25 - 45  |
| Inbyggd blixt systemkamera          | 10 - 13  |
| Kompaktkamera                       | 8 - 11   |
| Ringblixt                           | 11 - 14  |
| Studioblixt                         | 60 - 150 |

### Tyristorstyrning (1960-talet)
När halvledartekniken utvecklades på 60-talet, lanserades den automatiska tyristorblixten. Den har en fotocell som övervakar hur blixten belyser motivet. När blixten belyst motivet tillräckligt, släcker den blixtröret och undviker därmed att bilden överexponeras. Brinntiden för en tyristorstyrd blixt ligger mellan 1/300 s (full effekt) och 1/40 000 s (lägsta effekt).
Tyristorstyrningen tar inte hänsyn till hur mycket ljus som kommer från andra ljuskällor, vilket ofta leder till felexponering i solljus.
Styrningen utgår från att man har ett normalobjektiv monterat på kameran. Om man fotograferar med teleoptik, kommer föremål som finns utanför bildytan att tas med i blixtens beräkningar och ger ibland felexponerade bilder.

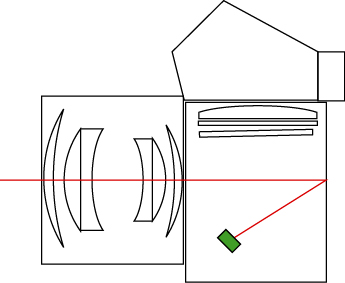
Principskiss av en kamera försedd med TTL.

### Strålgångsmätning (TTL)
TTL (Through The Lens) är en blixtstyrning som utvecklades av Olympus på 1970-talet. I stället för att ha en fotocell monterad på blixtaggregatet som läser av belysningen, har ett TTL-system fotocellen monterad i kamerahuset. Fotocellen läser av hur mycket ljus som reflekteras från filmen och styr blixtens brinntid och kamerans exponeringstid. Med TTL mäts enbart ljuset som faller genom objektivet. Det går att skifta objektiv eller zooma utan att man får problem med ljusmätningen. 
Det finns ingen industristandard för blixtar som använder strålgångsmätning, utan alla tillverkare hade sina egna system. Av den anledningen gör fristående tillverkare varianter av sin utrustning för olika kamerasystem, främst i-TTL (Nikon), E-TTL (Canon), P-TTL (Pentax) och ADI/TTL (Sony). En Canonblixt går med andra ord inte att använda på en Nikonkamera och vice versa, eftersom gränssnittet mellan blixtskon och kameran har olika utförande. Skulle en TTL-blixt med fel gränssnitt anslutas till en kamera fungerar den oftast som en manuell eller tyristorstyrd blixt. Denna standardisering omfattas inte av tillverkaren Sony/Minolta, men olika adaptrar finns att tillgå för dessa. Äldre kamerablixtar och studioblixtar kan oftast inte anslutas direkt till en modern kamera, trots att kontakterna passar för manuell styrning av blixten. Styrspänningen som ligger över kontakterna är oftast för hög hos en äldre blixt och kamerans elektronik kan ta skada.

### Förblixt
När digitalkamerorna fick sitt genombrott i slutet av 1990-talet var man tvungen att utveckla ett nytt system för blixtstyrning. Bildsensorn på en digitalkamera har metallglans, och det går inte att läsa av exponeringen tillförlitligt med en fotocell i kamerahuset. Istället låter man blixten skicka ut en svag förblixt för att ta reda på motivets beskaffenhet innan huvudblixten avfyras bråkdelen av en sekund senare. 
Förblixten hade den nackdelen att den utlöste optiska slavtändare, som fick bytas ut mot radiostyrda för att erhålla samma funktion. I de moderna slavtändarna har detta problem lösts; man har i vissa fall till och med automatisk detektering av stroboskopiska "röda-ögon"-förblixtar, vilka då bortses ifrån oavsett antal blink.

## Röda ögon
Röda ögon uppkommer när blixten sitter monterad nära objektivets optiska axel (och i samma riktning längs med). Effekten orsakas av att glaskroppen i ögat, som är sfärisk, reflekterar ljuset mot ljuskällan på samma sätt som plastkulorna i en reflexfärg återkastar ljuset mot källan. Den röda färgen i ögat på bilden orsakas av färgen hos blodkärlen i ögonbotten. Effekten är tydligare hos ljuspigmenterade människor som har rödare ögonbotten än de med mörkare pigmentering. 
Röda ögon uppstår lättast när ögats pupill är stor, det vill säga när det är mörkt i rummet. Följaktligen undviks de lättast genom att blixten flyttas ut från objektivet, eller genom att man belyser modellen med indirekt ljus t.ex. reflex via taket. På kompaktkameror är detta oftast inte möjligt. Många tillverkare försöker minska röda-ögon-effekten genom att få pupillen att dra sig samman med en eller flera förblixtar. Risken för röda ögon kan också minskas genom att man tänder en lampa i rummet. 

## Trådlös blixt
För att slippa sladdar vid mera komplicerade belysningsupplägg, vid exempelvis studiofotografering eller när flera blixtar ska styras, har man tagit fram olika system för trådlös styrning. Idag finns det i huvudsak två olika varianter. 

### Infraröd styrning
Infraröd styrning (IR) finns ofta i systemkamerans mera avancerade blixtar och har typiskt fyra olika kanaler. Infrarött har kort räckvidd och är känsligare för hinder i vägen. Den begränsade räckvidden gör det lättare att isolera utrustningen från andra fotografer i närheten. 

### Radiostyrning
Radio används oftast i studioblixtar och har typiskt tre–åtta olika kanaler. Vissa studioblixtar har dessutom en frånkopplingsbar optisk avkännare/synkronisering för avfyrad blixt eller IR-signal från kameran. Radiostyrningen, som finns i studioblixtar, gör utrustningen större och klumpigare och även batteridrivna versioner är omständliga att flytta runt. 
Olika kanaler behövs för att separera blixtstyrningen om flera fotografer agerar samtidigt. Genom att i förväg komma överens om tilldelningen av radiokanaler undviker fotograferna att oavsiktligt utlösa varandras blixtar. 
Olika kanaler kan också användas vid studiofotografering när fotografen vill prova olika kombinationer av blixtar på samma motiv i snabb följd utan omflyttningar mellan. Grupper av slavblixtar läggs på olika kanaler och kan avfyras i olika grupper för sig, eller vid önskan samtidigt.

## Se även

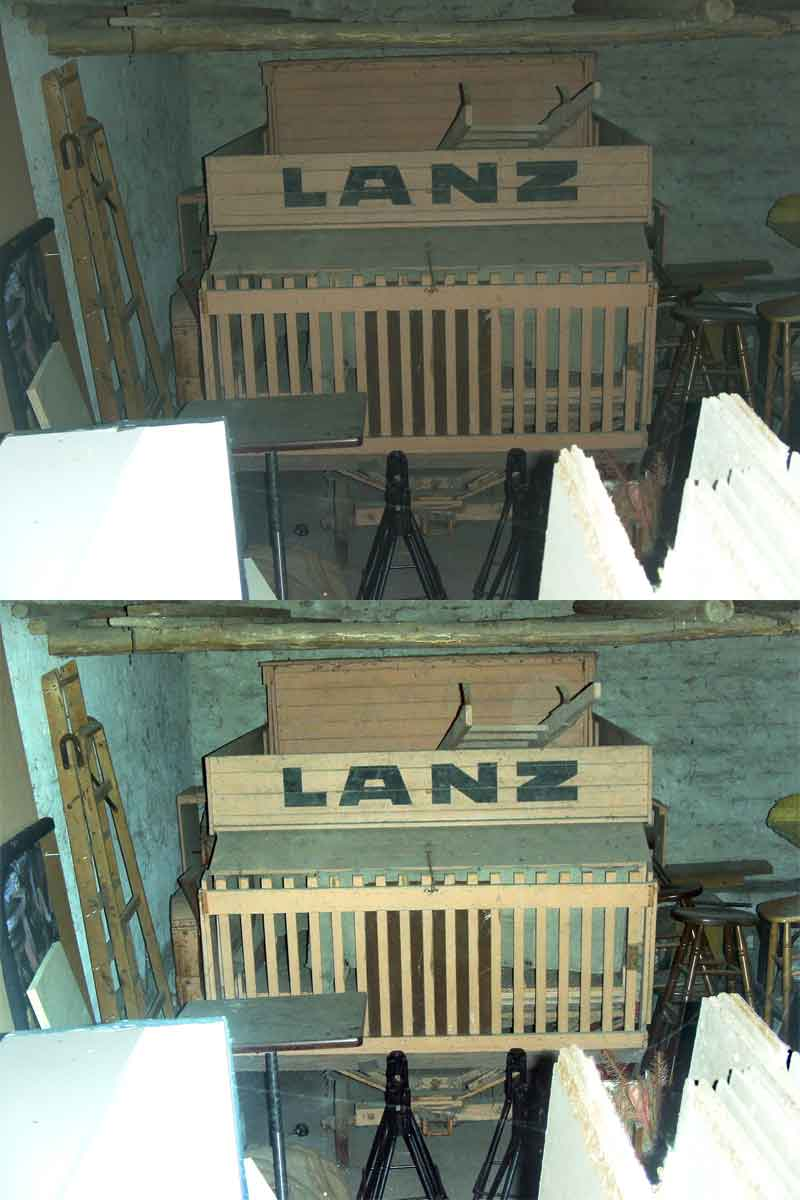
Den översta bilden visar en blixtbild med en svag blixt.
Bilden nedan visar en blixtbild med tillräckligt blixt.